# Palaemnema peruviana
Palaemnema peruviana är en trollsländeart som beskrevs av Friedrich Ris 1918. Palaemnema peruviana ingår i släktet Palaemnema och familjen Platystictidae. Inga underarter finns listade i Catalogue of Life.